# 伊藤庸介
伊藤 庸介（いとう ようすけ、1990年7月5日 - ）は、日本の俳優。愛称はよーちゃん。千葉県出身。

## 略歴
2006年頃、スカウトによりスターダストプロモーションに所属し、2007年に『時空警察ヴェッカーシグナ』で役者デビューを果たす。
その後、多数ドラマ、CMに出演をし、舞台『EBIDAN』にも出演する。
スターダストプロモーションとの契約終了後からフリーモデルとして活動し、数多くのファッションショーに出演。
地元千葉で行われたハロウィンイベント『ハロウィンダッシュ』にて、メインMCを務める。
2015年　肉体美を競うコンテスト『ベストボディ・ジャパン』に出場。
『ミスター・モデルジャパンTOKYO』にて、グランプリに輝く。
2016年　エイベックス・マネジメントに所属をし、アーティストユニット『VO2MAX』に加入。加入後はデビュー曲『Ridclous-Dance workout remix-』にて歌手デビューを果たす。またイオンモール和歌山にて、ソロトークショーも行った。2018年 活動ステージを変えるため、グループを脱退。

## 人物
- スターダスト・プロモーション所属のきっかけは、コンサート出演の帰りに原宿竹下通りにてスカウトを5人の人から受け、どれもスターダストプロモーションだったのでジャニーズ事務所退社後、高校入学をしたのち、専属所属となったと本人が雑誌インタビュー[要文献特定詳細情報]にて語る。
- 高校3年の春にその年の通信制高校記録になる50メートル走5.8秒を記録。
- 趣味はソフトボールとウエイトトレーニング。ウエイトトレーニングで肉体改造をした結果、ベストボディジャパンでグランプリに輝く。

## 出演

### PV
- Ridiclous-Dance work out remix

### 舞台
- EBIDAN

### テレビドラマ
- 時空警察ヴェッカーシグナ（2007年、TOKYO MX） - 新末雪人 役
- 大好き!五つ子Go³!! 最終回（2007年8月31日。TBS） - 北野薫 役
- 放課後探偵クラブ（2008年、ディズニー・チャンネル）
- 明日の光をつかめ 第24話（2010年、フジテレビ）

### 映画
- ちいさな恋のものがたり（2008年） - カズキ 役

### CM
- インテリジェンス anエリア（2007年）
- AOKI スーツ割引キャンペーン（2009年）
- 社団法人自転車協会「ブレーキ比較」篇（2009年）